# Campionato balcanico maschile di pallacanestro 1982
Il 24º Campionato Balcanico Maschile di Pallacanestro, si è disputato a Istanbul, in Turchia, tra il 2 e il 6 maggio 1982.

## Risultati
|    | Nazionale  | G | V | P | PF  | PS  | Diff. |
| -- | ---------- | - | - | - | --- | --- | ----- |
| 1. | Jugoslavia | 4 | 4 | 0 | 372 | 310 | +62   |
| 2. | Turchia    | 4 | 3 | 1 | 318 | 297 | +21   |
| 3. | Bulgaria   | 4 | 2 | 2 | 306 | 313 | -7    |
| 4. | Romania    | 4 | 1 | 3 | 330 | 374 | -44   |
| 5. | Grecia     | 4 | 0 | 4 | 330 | 362 | -32   |

## Classifica finale
| -  | Paese      | Formazione |
| -- | ---------- | ---------- |
|    | Jugoslavia |            |
|    | Turchia    |            |
|    | Bulgaria   |            |
| 4. | Romania    |            |
| 5. | Grecia     |            |